# Râul Valea Râpoasă, Arcuș
Râul Valea Râpoasă este un afluent al râului Arcuș. 

## Hărți
- Harta județului Covasna
- Harta Munții Bodoc-Baraolt  Arhivat în 29 ianuarie 2014, la Wayback Machine.